# Goszczyn (Kałków)
Goszczyn – część wsi Kałków w Polsce, położona w województwie świętokrzyskim, w powiecie starachowickim, w gminie Pawłów.
W latach 1975–1998 Goszczyn administracyjnie należał do województwa kieleckiego.
Wierni Kościoła rzymskokatolickiego należą do parafii św. Maksymiliana Kolbe w Kałkowie-Godowie.